# James Acaster
James William Acaster, /ˈeɪkæstər/, född 9 januari 1985 i Kettering i Northamptonshire, är en brittisk ståuppkomiker och programledare. 

## Biografi
Han studerade musik på Northampton College och satsade på en musikalisk karriär som trumslagare i lokala rockband. Efter att ett av banden upplösts prövade han på ståuppkomik, omkring 2008, och 2009 var han med på Edinburgh Festival Fringe första gången. Han följde med på turné som inledningsakt åt Josie Long året efter och därefter åt Milton Jones. Han började få göra framträdanden och vara deltagare i flera underhållningsprogram och lekprogram i brittisk teve, som Russel Howard's Good News och Never Mind the Buzzcocks, och även en del radioprogram. År 2015 vann han de båda kategorierna Breakthrough act och Best show (ungefär årets genombrott respektive bästa föreställning) på ståuppkomikgalan Chortle Awards. Han har därefter blivit en mer frekvent deltagare i panelprogram och lekprogram som QI, 8 Out of 10 Cats, Mock the Week och Taskmaster.
År 2018 gav han ut en fyra timmar lång special på Netflix i fyra delar under namnet Repertoire, de fyra delarna heter Recognise, Represent, Reset respektive Recap. Tillsammans med Josh Widdicombe programleder han sedan 2019 panelprogrammet Hypothetical, där deltagande ståuppkomiker tävlar i bästa svaren på hypotetiska situationer.
Acaster är (tillsammans med Ed Gamble) programledare för Off Menu podcast. Formatet är att gästerna, mestadels komiker, väljer sin tre-rätters favoritmåltid som Acaster, i rollen som kypare/magisk ande, trollar fram. Podcasten har enligt dess hemsida nominerats till flera priser, och utsågs av Guardian till en av 2019 års tjugo bästa podcasts. I BBC-podcasten James Acaster's Perfect Sounds diskuterar han musik från 2016, och försöker övertyga inbjudna gäster, som också är komiker, att 2016 är det bästa musikåret någonsin. Detta efter att han 2017 samlade och lyssnade på över 500 album från 2016 och senare skrev den självbiografiska boken Perfect Sound Whatever, som behandlar låtarna och delar ur hans liv parallellt.